# 댑싸리
댑싸리(Kochia scoparia)는 마당비를 만들기 위해 뜰이나 집 둘레에 심던 한해살이풀이다. 아시아와 유럽에 주로 분포하며 키가 1m에 이르며, 곧추 자라고 가지가 많다. 피침형인 잎은 어긋나고 가장자리가 밋밋하며, 긴 털이 약간 있다. 옅은 녹색을 띠는 작은 꽃은 7-8월에 잎겨드랑이에서 여러 송이씩 모여 핀다. 꽃받침은 다섯 갈래로 갈라지며, 암술·수술이 함께 달린 꽃과 암술만 달린 꽃이 모두 있다. 키가 작고 가지가 더 많이 갈라지는 품종을 관상식물로 심고 있으며, 바닷가에서는 변종인 갯댑싸리(Kochia scoparia var. littorea)가 자생한다.
씨는 약용으로, 어린잎은 식용한다. 한방과 민간에서 여름에 풀 전체를 말려 이뇨, 명목, 강장, 동통, 적리, 목통, 과실중독, 변비 등에 약재로 사용한다.

## 같이 보기
- 타감 작용